# Бернд Бранш
Бернд Бранш (нім. Bernd Bransch, 24 вересня 1944, Галле, Третій Рейх — 11 червня 2022) — східнонімецький футболіст, що грав на позиції захисника.
Виступав за клуби «Галлешер» та «Карл Цейс», а також національну збірну НДР.
У складі збірної — олімпійський чемпіон.

## Клубна кар'єра
Вихованець футбольної школи клубу «Галлешер». У дорослому футболі дебютував 1963 року виступами за команду того ж клубу, в якій провів десять сезонів, взявши участь у 249 матчах чемпіонату. Більшість часу, проведеного у складі «Галлешера», був основним гравцем захисту команди.
Протягом 1973—1974 років захищав кольори команди клубу «Карл Цейс».
1974 року повернувся до клубу «Галлешер», за який відіграв 3 сезони. Граючи у складі «Галлешера» здебільшого виходив на поле в основному складі команди. Завершив професійну кар'єру футболіста виступами за команду «Галлешер» у 1977 році.

## Виступи за збірну
1967 року дебютував в офіційних матчах у складі національної збірної НДР. Протягом кар'єри у національній команді, яка тривала 10 років, провів у формі головної команди країни 64 матчі, забивши 3 голи.
У складі збірної був учасником Олімпійських ігор 1972 року у Мюнхені, чемпіонату світу 1974 року у ФРН та Олімпійських ігор 1976 року у Монреалі.

## Досягнення
- Олімпійський чемпіон: 1976
- Бронзовий олімпійський призер: 1972